# Месенжник, Яков Захарович
Яков Захарович Месенжник (25 января 1936, Томашполь, Винницкая область - 21 апреля 2018, Москва, Россия) — советский и российский учёный, основоположник новых научных школ и направлений в области электроизоляционной и кабельной техники.
Обладатель 11 российских и зарубежных учёных степеней и тринадцати научных званий. Заслуженный деятель науки РФ, действительный член Российской академии естественных наук, Академии горных наук, член Евроазиатского геофизического общества, академик и президент Международной академии интеграции науки и бизнеса (МАИНБ), академик, вице-президент и член Президиума Академии проблем безопасности, обороны и правопорядка РФ, академик и член Президиума Всемирной экологической академии, действительный член Академии народов мира при ООН, почётный член Российской академии космонавтики им. К. Э. Циолковского, почётный член (академик) Международной академии электротехнических наук, действительный член (академик) Российской и Международной академий медико-технических наук и ряда других российских и международных академий. 

## Биография
Родился на Украине в местечке Томашполь Винницкой области в еврейской семье.
Отец — Захарий Соломонович Месенжник, получил два высших образования (экономическое и инженерно-технологическое), работал одним из руководителей сахарного завода на Украине. Мать Розалия Яковлевна Месенжник (в девичестве Дубчак) — фармацевт.
К началу Великой Отечественной войны Якову было 5 лет, и после нескольких неудачных попыток эвакуироваться он, его мать и сестра были интернированы в нацистский концлагерь (гетто) Балта. Его отец остался эвакуировать свой завод, после чего с группой добровольцев пытался оказать сопротивление нацистам и погиб в первые же дни войны. С 1941 по 1944 год был узником немецкого концлагеря Транснистрии. В концлагере на Якове немцы ставили биологические эксперименты, после которых он лишился обеих ступней. Сразу после освобождения Яков, его мать и сестра эвакуировались в Ташкент, где жили их близкие родственники — семья Гершгорн.
Яков в 1953 г. окончил среднюю школу, затем в 1958 г. Среднеазиатский политехнический институт в Ташкенте (электротехнический факультет).
С 1958 по 1984 год на инженерных и руководящих должностях в Ташкентском НИИ кабельной промышленности (ТашНИКИ), занимался разработкой кабелей, применяемых при бурении и эксплуатации скважин. После досрочного (за 2 года) окончания заочной аспирантуры Института ядерной физики АН Узбекской ССР в 1967 году защитил диссертацию и получил учёную степень кандидата физико-математических наук.
В 1984 г. на диссертационном Совете при ВНИИ кабельной промышленности (ВНИИКП) защитил докторскую диссертацию на тему «Теория, методы комплексного расчёта, конструирования и прогнозирования работоспособности кабелей в условиях многофакторного воздействия для нефтегазовой промышленности».
С 1974 по 1985 год заведовал созданной им кафедрой «Электроизоляционная и кабельная техника» в Ташкентском политехническом институте им А. Р. Бируни, одновременно заведовал также созданными им специальными лабораториями и отделом в Ташкентском НИИ кабельной промышленности (ТашНИКИ), был главным научным консультантом кабельного завода (Ташкент).
В 1985 году приглашён МЭТП СССР в Москву для организации работ по нефтегазовой тематике во ВНИИКП. Руководил работами по созданию погружных кабелей для нефтегазовой промышленности, в частности, в области создания прогрессивных конструкций кабелей для нефтедобычи и геофизических работ в скважинах.
Под руководством и при непосредственном участии Я. З. Месенжника были созданы филиалы его лаборатории в Сургуте и Нижневартовске.
В 1990 году присвоено учёное звание профессора, в 2001 году — почётное звание заслуженного деятеля науки РФ.
В настоящее время Главный научный сотрудник — руководитель научного направления «Кабельная продукция для нефтегазового комплекса» ОАО «ВНИИКП».
Жена (с 1958) — Ревекка Лазаревна Месенжник (Ярославская).
Умер 21 апреля 2018 года в Москве. 

## Научная и инженерно-инновационная деятельность
Автор работ:
- в области ультразвуковой пайки алюминиевых проволок «нулевых» размеров, создания технологий радиационного модифицирования электрической изоляции кабелей различного назначения,
- в области электроизоляционной и кабельной техники — кабельные изделия для нефтегазового комплекса, в частности, погружаемые в скважины, работающие в экстремальных условиях изменяющегося по длине термобарического нагружения в агрессивных, насыщенных различными газами жидкостей, при этом подвергающиеся механическим нагрузкам.
- создание нового поколения теплостойких силовых кабелей для электропитания погружных нефтенасосов.

### Вклад в науку и практику
Я.З. Месенжник — автор и соавтор более 700 научных работ, в том числе 39 монографий, 20 брошюр, 52 авторских свидетельств и патентов на изобретения и полезные модели.
Родоначальник новых научных школ и направлений в электроизоляционной и кабельной технике и физике диэлектриков, в числе которых:
- Физика многофакторного старения электроизоляционных материалов и кабельных изделий в условиях многофакторного воздействия,
- Конструирование кабелей с изменяющимися по длине характеристиками,
- Электрооптические силовые кабели для электропитания погружных электросистем" (последнее — совместно с доктором технических наук, профессором и академиком МАИНБ Ю.Т. Лариным).

### Публикации
- Месенжник Я.З., Осягин А.А. Силовые кабельные линии для погружных электросистем. — М.: Энергоатомиздат, 1987[11].
- Электрооборудование для проведения работ в скважинах и интенсификация добычи нефти [Текст] / Я. З. Месенжник, В. Н. Носов // Электротехника. — 2002.
- Яков Захарович Месенжник [Текст] : (к 75-летию со дня рождения) // Электричество. — 2011. — № 2. — С. 70-71.
- Месенжник Я.З., Прут Л.Я., Марносов А.В. Анализ надежности и технических рисков электрических центробежных нефтенасосов при их эксплуатации // Электричество. — 2011. — № 7. — С. 47-52.
- Новое поколение теплостойких силовых погружных кабелей [Текст] / Я.З. Месенжник // Электротехника. — 2012. — № 2. — С. 41-49.
- Новое поколение теплостойких силовых погружных кабелей [Текст] / Я.З. Месенжник // Электротехника. — 2012. — № 4. — С. 57-63.
- Некоторые актуальные проблемы погружных кабелей [Текст] / Я.З. Месенжник, Ю.Т. Ларин // Фотон-Экспресс. — 2014. — № 5. — С. 24-27.
- Яков Захарович Месенжник [Текст] // Фотон-Экспресс. — 2014. — № 6. — С. 2-4.

## Государственное, общественное и международное признание
За достижения в профессиональной деятельности Я.З. Месенжник удостоен:
- Золотой медали Российской и Международной инженерных Академий «За выдающейся вклад в науку и технику»,
- Большой Золотой медали им. А.Эйнштейна «За выдающиеся достижения»,
- ряда других медалей (государственных и общественных).

Я.З. Месенжник — Лауреат многих национальных и международных академических и общественных Премий в области науки, техники, образования, экономики, здравоохранения и культуры, в том числе:
- Премии им. академика АН СССР А.П. Крылова,
- Премии им. М.В. Ломоносова,
- Премии им. Н.А. Островского,
- Международной Премии им. А.Швейцера.